# ATP World Tour Finals 2014
Die ATP World Tour Finals 2014 fanden vom 9. bis zum 16. November 2014 statt. Neben den vier Grand-Slam-Turnieren waren die ATP World Tour Finals der wichtigste Wettbewerb im Herrenprofitennis; sie fanden am Ende der Saison statt. Das Turnier war Teil der ATP World Tour 2014.

## Preisgeld und Punkte
Das Preisgeld betrug 6,5 Millionen US-Dollar, was zum Zeitpunkt der Austragung in etwa 5,19 Millionen Euro entsprach.
| Runde                               | Einzel      | Doppel 1  | Punkte |
| ----------------------------------- | ----------- | --------- | ------ |
| Turniersieger                       | +$1.455.000 | +$226.000 | +900   |
| unterlegener Finalist               | +$475.000   | +$76.000  | +400   |
| Gruppenphase (3 Siege)              | $620.000    | $166.000  | 600    |
| Gruppenphase (3 Matches, 2 Siege)   | $465.000    | $136.000  | 400    |
| Gruppenphase (3 Matches, ein Sieg)  | $310.000    | $106.000  | 200    |
| Gruppenphase (3 Matches, kein Sieg) | $155.000    | $76.000   | 0      |
| Ersatzspieler (kein Sieg)           | $85.000     | $30.000   | —      |

## Einzel

### Qualifikation
Für die Finals qualifizierten sich die im Lauf der Saison sieben bzw. acht bestplatzierten Spieler der ATP Tour. Dazu kamen zwei Reservisten. Wenn ein oder zwei Grand-Slam-Turniersieger zwischen Platz 9 und 20 der Saisonwertung abschlossen, erhielten sie den achten Startplatz und den ersten Reservisten-Platz. In dieser Saison kam diese Regelung nicht zum Zug.
Als erster Reservespieler fungierte David Ferrer, als zweiter der eigentlich auf Platz 16 stehende Feliciano López.
| ATP-Race im Einzel | ATP-Race im Einzel    | ATP-Race im Einzel | ATP-Race im Einzel | ATP-Race im Einzel  | ATP-Race im Einzel |
| #                  | Spieler               | Punkte             | Turniere           | Qualifikationsdatum | Grand-Slam-Siege   |
| ------------------ | --------------------- | ------------------ | ------------------ | ------------------- | ------------------ |
| 1                  | Novak Đoković         | 10.010             | 17                 | 7. Juli 2014        | 1                  |
| 2                  | Roger Federer         | 8700               | 18                 | 16. August 2014     |                    |
| 3                  | Rafael Nadal 2        | 6835               | 18                 | 14. Juli 2014       | 1                  |
| 4                  | Stanislas Wawrinka    | 4895               | 18                 | 12. Oktober 2014    | 1                  |
| 5                  | Kei Nishikori         | 4625               | 21                 | 31. Oktober 2014    |                    |
| 6                  | Andy Murray           | 4475               | 21                 | 30. Oktober 2014    |                    |
| 7                  | Tomáš Berdych         | 4465               | 23                 | 31. Oktober 2014    |                    |
| 8                  | Milos Raonic          | 4440               | 20                 | 31. Oktober 2014    |                    |
| 9                  | Marin Čilić           | 4150               | 23                 | 18. Oktober 2014    | 1                  |
| 10                 | David Ferrer          | 4045               | 25                 |                     |                    |
| 11                 | Grigor Dimitrow       | 3645               | 21                 |                     |                    |
| 12                 | Jo-Wilfried Tsonga    | 2740               | 20                 |                     |                    |
| 13                 | Ernests Gulbis        | 2455               | 23                 |                     |                    |
| 14                 | Roberto Bautista Agut | 2110               | 24                 |                     |                    |
| 15                 | Kevin Anderson        | 2080               | 24                 |                     |                    |
| 16                 | Feliciano López       | 2040               | 27                 |                     |                    |

### Gruppe A

#### Ergebnisse
| Spieler            | Spieler            | Ergebnis      |
| ------------------ | ------------------ | ------------- |
| Stanislas Wawrinka | Tomáš Berdych      | 6:1, 6:1      |
| Novak Đoković      | Marin Čilić        | 6:1, 6:1      |
| Tomáš Berdych      | Marin Čilić        | 6:3, 6:1      |
| Novak Đoković      | Stanislas Wawrinka | 6:3, 6:0      |
| Novak Đoković      | Tomáš Berdych      | 6:2, 6:2      |
| Stanislas Wawrinka | Marin Čilić        | 6:3, 4:6, 6:3 |

#### Tabelle
| Pos. | Setzliste | Spieler            | Matches | Sätze | Spiele |
| ---- | --------- | ------------------ | ------- | ----- | ------ |
| 1    | 1         | Novak Đoković      | 3:0     | 6:0   | 36:9   |
| 2    | 3         | Stanislas Wawrinka | 2:1     | 4:3   | 31:26  |
| 3    | 6         | Tomáš Berdych      | 1:2     | 2:4   | 18:28  |
| 4    | 8         | Marin Čilić        | 0:3     | 1:6   | 18:40  |

### Gruppe B

#### Ergebnisse
| Spieler       | Spieler       | Ergebnis      |
| ------------- | ------------- | ------------- |
| Kei Nishikori | Andy Murray   | 6:4, 6:4      |
| Roger Federer | Milos Raonic  | 6:1, 7:60     |
| Roger Federer | Kei Nishikori | 6:3, 6:2      |
| Andy Murray   | Milos Raonic  | 6:3, 7:5      |
| Kei Nishikori | David Ferrer  | 4:6, 6:4, 6:1 |
| Roger Federer | Andy Murray   | 6:0, 6:1      |

#### Tabelle
| Pos. | Setzliste | Spieler       | Matches | Sätze | Spiele |
| ---- | --------- | ------------- | ------- | ----- | ------ |
| 1    | 2         | Roger Federer | 3:0     | 6:0   | 37:13  |
| 2    | 4         | Kei Nishikori | 2:1     | 4:3   | 33:31  |
| 3    | 5         | Andy Murray   | 1:2     | 2:4   | 22:32  |
| 4    | 7         | Milos Raonic  | 0:2     | 0:4   | 15:26  |
| 5    | 9         | David Ferrer  | 0:1     | 1:2   | 11:16  |

### Halbfinale
| Spieler       | Spieler            | Ergebnis       |
| ------------- | ------------------ | -------------- |
| Novak Đoković | Kei Nishikori      | 6:1, 3:6, 6:0  |
| Roger Federer | Stanislas Wawrinka | 4:6, 7:5, 7:66 |

### Finale
| Spieler       | Spieler       | Ergebnis |
| ------------- | ------------- | -------- |
| Novak Đoković | Roger Federer | walkover |

### Erreichte Preisgelder und Weltranglistenpunkte
| Spieler            | Punkte | Antrittsgeld | Erspieltes Preisgeld | Gesamtpreisgeld |
| ------------------ | ------ | ------------ | -------------------- | --------------- |
| Novak Đoković      | 1500   | 155.000 $    | 1.920.000 $          | 2.075.000 $     |
| Roger Federer      | 1000   | 155.000 $    | 940.000 $            | 1.095.000 $     |
| Kei Nishikori      | 400    | 155.000 $    | 310.000 $            | 465.000 $       |
| Stanislas Wawrinka | 400    | 155.000 $    | 310.000 $            | 465.000 $       |
| Tomáš Berdych      | 200    | 155.000 $    | 155.000 $            | 310.000 $       |
| Andy Murray        | 200    | 155.000 $    | 155.000 $            | 310.000 $       |
| Marin Čilić        | 0      | 155.000 $    | 0 $                  | 155.000 $       |
| Milos Raonic       | 0      | 115.000 $    | 0 $                  | 115.000 $       |
| David Ferrer       | 0      | 85.000 $     | 0 $                  | 85.000 $        |

## Doppel

### Qualifikation
Prinzipiell qualifizierten sich die acht bestplatzierten Doppelpaarungen der ATP Tour für diesen Wettbewerb. Qualifiziert wäre allerdings auch ein Team gewesen, das ein Grand-Slam-Turnier gewann und sich zum Jahresende einen Platz in den Top 20 der Weltrangliste sicherte.
| ATP-Race im Doppel | ATP-Race im Doppel                      | ATP-Race im Doppel | ATP-Race im Doppel | ATP-Race im Doppel  | ATP-Race im Doppel |
| #                  | Spieler                                 | Punkte             | Turniere           | Qualifikationsdatum | Grand-Slam-Siege   |
| ------------------ | --------------------------------------- | ------------------ | ------------------ | ------------------- | ------------------ |
| 1                  | Bob Bryan Mike Bryan                    | 11.545             | 21                 | 14. Juli 2014       | 1                  |
| 2                  | Daniel Nestor Nenad Zimonjić            | 5820               | 19                 | 8. September 2014   |                    |
| 3                  | Alexander Peya Bruno Soares             | 4760               | 25                 | 8. Oktober 2014     |                    |
| 4                  | Julien Benneteau Édouard Roger-Vasselin | 4740               | 17                 | 9. Oktober 2014     | 1                  |
| 5                  | Jean-Julien Rojer Horia Tecău           | 4490               | 28                 | 29. Oktober 2014    |                    |
| 6                  | Marcel Granollers Marc López            | 4450               | 17                 | 29. Oktober 2014    |                    |
| 7                  | Ivan Dodig Marcelo Melo                 | 3570               | 19                 | 30. Oktober 2014    |                    |
| 8                  | Eric Butorac Raven Klaasen              | 3385               | 27                 |                     |                    |
| 9                  | Łukasz Kubot Robert Lindstedt           | 3080               | 18                 | 29. Oktober 2014    | 1                  |
| 10                 | Vasek Pospisil Jack Sock                | 3030               | 7                  |                     | 1                  |
| 11                 | Juan Sebastián Cabal Robert Farah       | 2845               | 25                 |                     |                    |
| 12                 | Michaël Llodra Nicolas Mahut            | 2570               | 10                 |                     |                    |
| 13                 | Jamie Murray John Peers                 | 2050               | 26                 |                     |                    |
| 14                 | Rohan Bopanna Aisam-ul-Haq Qureshi      | 2015               | 20                 |                     |                    |
| 15                 | David Marrero Fernando Verdasco         | 1870               | 19                 |                     |                    |

### Gruppe A

#### Ergebnisse
| Spieler                       | Spieler                       | Ergebnis          |
| ----------------------------- | ----------------------------- | ----------------- |
| Alexander Peya Bruno Soares   | Jean-Julien Rojer Horia Tecău | 6:3, 3:6, [12:10] |
| Bob Bryan Mike Bryan          | Łukasz Kubot Robert Lindstedt | 6:73, 3:6         |
| Bob Bryan Mike Bryan          | Jean-Julien Rojer Horia Tecău | 6:74, 6:3, [10:6] |
| Alexander Peya Bruno Soares   | Łukasz Kubot Robert Lindstedt | 4:6, 6:3, [6:10]  |
| Jean-Julien Rojer Horia Tecău | Łukasz Kubot Robert Lindstedt | 4:6, 6:74         |
| Bob Bryan Mike Bryan          | Alexander Peya Bruno Soares   | 7:63, 7:62        |

#### Tabelle
| Pos. | Setzliste | Spieler                       | Matches | Sätze | Spiele |
| ---- | --------- | ----------------------------- | ------- | ----- | ------ |
| 1    | 8         | Łukasz Kubot Robert Lindstedt | 3:0     | 6:1   | 36:29  |
| 2    | 1         | Bob Bryan Mike Bryan          | 2:1     | 4:3   | 36:35  |
| 3    | 3         | Alexander Peya Bruno Soares   | 1:2     | 3:5   | 32:33  |
| 4    | 5         | Jean-Julien Rojer Horia Tecău | 0:3     | 2:6   | 29:36  |

### Gruppe B

#### Ergebnisse
| Spieler                                 | Spieler                                 | Ergebnis          |
| --------------------------------------- | --------------------------------------- | ----------------- |
| Julien Benneteau Édouard Roger-Vasselin | Marcel Granollers Marc López            | 4:6, 4:6          |
| Daniel Nestor Nenad Zimonjić            | Ivan Dodig Marcelo Melo                 | 3:6, 5:7          |
| Daniel Nestor Nenad Zimonjić            | Julien Benneteau Édouard Roger-Vasselin | 4:6, 7:5, [4:10]  |
| Marcel Granollers Marc López            | Ivan Dodig Marcelo Melo                 | 6:75, 6:712       |
| Daniel Nestor Nenad Zimonjić            | Marcel Granollers Marc López            | 6:75, 6:3, [11:9] |
| Julien Benneteau Édouard Roger-Vasselin | Ivan Dodig Marcelo Melo                 | 4:6, 6:2, [10:8]  |

#### Tabelle
| Pos. | Setzliste | Spieler                                 | Matches | Sätze | Spiele |
| ---- | --------- | --------------------------------------- | ------- | ----- | ------ |
| 1    | 4         | Julien Benneteau Édouard Roger-Vasselin | 2:1     | 4:4   | 31:31  |
| 2    | 7         | Ivan Dodig Marcelo Melo                 | 2:1     | 5:2   | 35:31  |
| 3    | 2         | Daniel Nestor Nenad Zimonjić            | 1:2     | 3:5   | 32:35  |
| 4    | 6         | Marcel Granollers Marc López            | 1:2     | 3:5   | 34:35  |

### Halbfinale
| Spieler                                 | Spieler                 | Ergebnis         |
| --------------------------------------- | ----------------------- | ---------------- |
| Łukasz Kubot Robert Lindstedt           | Ivan Dodig Marcelo Melo | 6:4, 4:6, [6:10] |
| Julien Benneteau Édouard Roger-Vasselin | Bob Bryan Mike Bryan    | 0:6, 3:6         |

### Finale
| Spieler                 | Spieler              | Ergebnis          |
| ----------------------- | -------------------- | ----------------- |
| Ivan Dodig Marcelo Melo | Bob Bryan Mike Bryan | 7:65, 2:6, [7:10] |

### Erreichte Preisgelder und Weltranglistenpunkte
| Spieler                                 | Punkte | Antrittsgeld | Erspieltes Preisgeld | Gesamtpreisgeld |
| --------------------------------------- | ------ | ------------ | -------------------- | --------------- |
| Bob Bryan Mike Bryan                    | 1300   | 76.000 $     | 286.000 $            | 362.000 $       |
| Ivan Dodig Marcelo Melo                 | 800    | 76.000 $     | 136.000 $            | 212.000 $       |
| Łukasz Kubot Robert Lindstedt           | 600    | 76.000 $     | 90.000 $             | 166.000 $       |
| Julien Benneteau Édouard Roger-Vasselin | 400    | 76.000 $     | 60.000 $             | 136.000 $       |
| Marcel Granollers Marc López            | 200    | 76.000 $     | 30.000 $             | 106.000 $       |
| Daniel Nestor Nenad Zimonjić            | 200    | 76.000 $     | 30.000 $             | 106.000 $       |
| Alexander Peya Bruno Soares             | 200    | 76.000 $     | 30.000 $             | 106.000 $       |
| Jean-Julien Rojer Horia Tecău           | 0      | 76.000 $     | 0 $                  | 76.000 $        |